# Liga Leumit 1988-1989
La Liga Leumit 1988-1989 è stata la 48ª edizione della massima serie del campionato israeliano di calcio.
Come nella stagione precedente, presero parte al torneo 14 squadre, che si affrontarono, dapprima, in una stagione regolare consistente in un girone all'italiana con partite di andata e ritorno, per un totale di 26 giornate, e, successivamente, in un girone di play-off e uno di play-out, con partite di sola andata, per determinare rispettivamente il campione nazionale e le squadre retrocesse in Liga Artzit.
In questa stagione, comunque, l'IFA introdusse due modifiche.  Ridusse, anzitutto, a 6 il numero di squadre partecipanti ai play-off (nel campionato 1987-1988 erano state 8), portando, invece, a 8 quello delle squadre disputanti i play-out (6 nel torneo precedente).
Al contempo, in vista di una riduzione a 12 delle squadre di prima divisione a partire dal campionato 1989-1990, fu prevista la retrocessione delle ultime tre classificate dei play-out, con la promozione dalla Liga Artzit solo della prima classificata di quest'ultima serie.
Per ogni vittoria si assegnavano tre punti e per il pareggio un punto.
Il torneo fu vinto, per la terza volta, dal Maccabi Haifa. L'Hapoel Tel Aviv, campione uscente, si classificò all'ultimo posto del girone dei play-out, divenendo così la seconda squadra, dopo l'Hapoel Kfar Saba nel 1982-1983, a retrocedere nella stagione successiva al titolo nazionale.
Capocannoniere del torneo fu Beni Tabak, del Maccabi Tel Aviv, con 18 goal.

## Squadre partecipanti
| Club                   | Città       |
| ---------------------- | ----------- |
| Beitar Gerusalemme     | Gerusalemme |
| Beitar Tel Aviv        | Tel Aviv    |
| Bnei Yehuda            | Tel Aviv    |
| Hapoel Be'er Sheva     | Be'er Sheva |
| Hapoel Gerusalemme     | Gerusalemme |
| Hapoel Kfar Saba       | Kfar Saba   |
| Hapoel Petah Tiqwa     | Petah Tiqwa |
| Hapoel Tel Aviv        | Tel Aviv    |
| Hapoel Tiberiade       | Tiberiade   |
| Hapoel Tzafririm Holon | Holon       |
| Maccabi Haifa          | Haifa       |
| Maccabi Netanya        | Netanya     |
| Maccabi Tel Aviv       | Tel Aviv    |
| Shimshon Tel Aviv      | Tel Aviv    |

## Classifiche

### Play-off
|                     | Pos. | Squadra            | Pt | G  | V  | N  | P  | GF | GS | DR  |
| ------------------- | ---- | ------------------ | -- | -- | -- | -- | -- | -- | -- | --- |
| Campione di Israele | 1.   | Maccabi Haifa      | 57 | 31 | 15 | 14 | 2  | 49 | 19 | +30 |
|                     | 2.   | Hapoel Petah Tiqwa | 54 | 31 | 15 | 11 | 5  | 37 | 20 | +16 |
|                     | 3.   | Maccabi Netanya    | 52 | 31 | 14 | 10 | 7  | 36 | 33 | +3  |
|                     | 4.   | Beitar Tel Aviv    | 48 | 31 | 13 | 9  | 9  | 34 | 27 | +7  |
|                     | 5.   | Hapoel Be'er Sheva | 43 | 31 | 11 | 10 | 10 | 22 | 29 | -7  |
|                     | 6.   | Shimshon Tel Aviv  | 40 | 31 | 9  | 13 | 9  | 28 | 25 | +3  |

### Play-out
|  | Pos. | Squadra                | Pt | G  | V  | N  | P  | GF | GS | DR  |
|  | ---- | ---------------------- | -- | -- | -- | -- | -- | -- | -- | --- |
|  | 7.   | Hapoel Gerusalemme     | 46 | 33 | 12 | 11 | 10 | 28 | 27 | +1  |
|  | 8.   | Maccabi Tel Aviv       | 42 | 33 | 11 | 11 | 11 | 44 | 44 | 0   |
|  | 9.   | Beitar Gerusalemme     | 42 | 33 | 12 | 6  | 15 | 42 | 44 | -2  |
|  | 10.  | Hapoel Kfar Saba       | 41 | 33 | 10 | 11 | 12 | 33 | 38 | -5  |
|  | 11.  | Bnei Yehuda            | 38 | 33 | 8  | 14 | 11 | 31 | 29 | +2  |
|  | 12.  | Hapoel Tiberiade       | 32 | 33 | 9  | 5  | 19 | 31 | 52 | -21 |
|  | 13.  | Hapoel Tzafririm Holon | 28 | 33 | 7  | 9  | 17 | 30 | 39 | -9  |
|  | 14.  | Hapoel Tel Aviv        | 28 | 33 | 8  | 8  | 17 | 33 | 51 | -18 |

## Verdetti
- Maccabi Haifa campione di Israele 1988-1989
- Hapoel Tiberiade, Hapoel Tzafririm Holon e Hapoel Tel Aviv retrocessi in Liga Artzit 1989-1990
- Hapoel Ramat Gan promosso in Liga Leumit 1989-1990